# 아브드 알라 이븐 알-주바이르

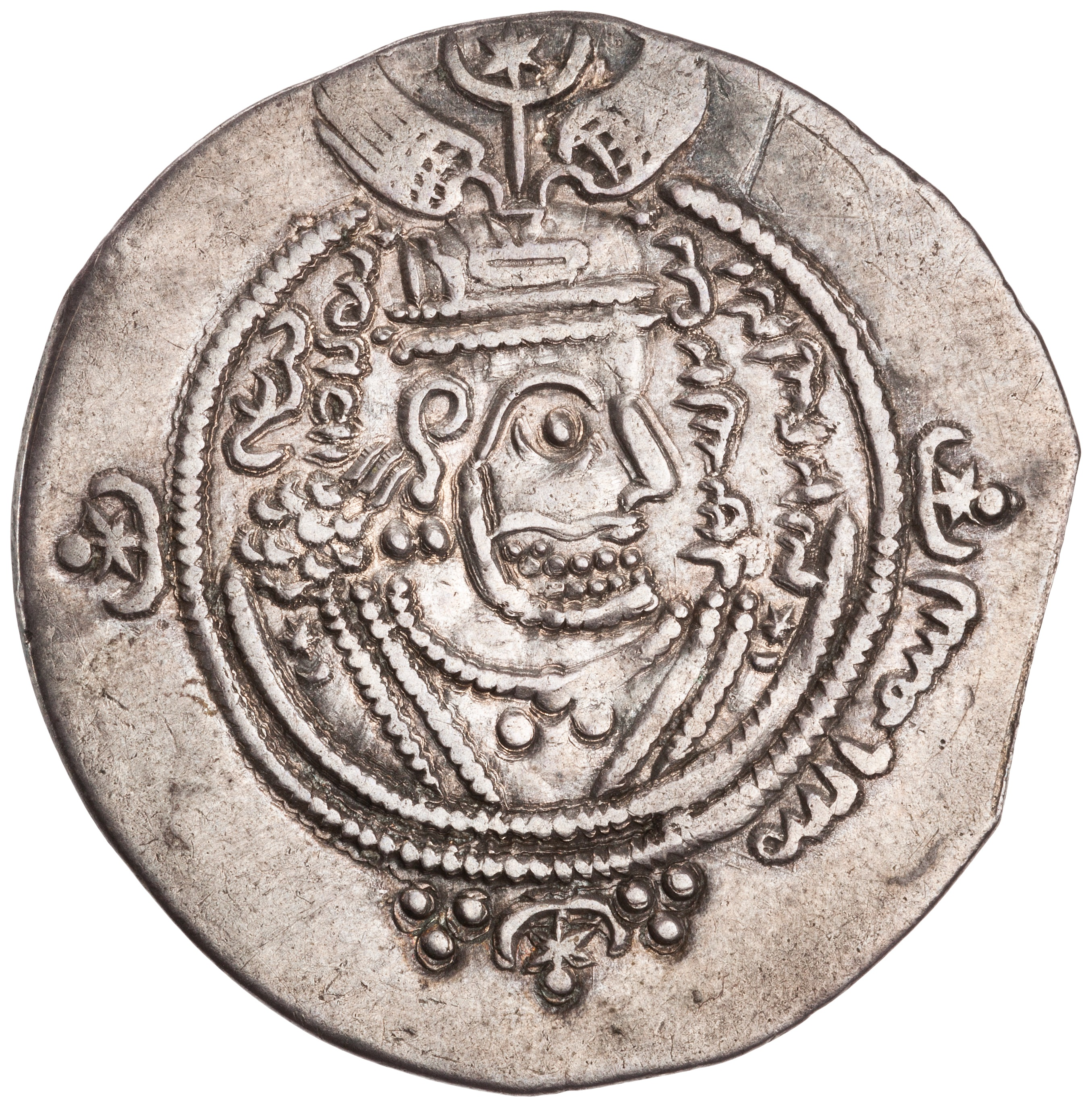

아브드 알라 이븐 알-주바이르(Abd Allah ibn al-Zubayr, 본명: Abd Allah ibn al-Zubayr ibn al-Awwam, 아랍어: عَبْدُ اللَّهِ ٱبْن الزُّبَيْرِ ٱبْن الْعَوَّامِ, 로마자 표기: ʿAbd Allāh ibn al-Zubayr ibn al-ʿAwwām; 5월 6일 24 – 692년 10월/11월)은 메카에 기반을 둔 칼리프국의 지도자였다. 683년부터 사망 시까지 우마이야 왕조와 경쟁했다.